# Грищук, Александр Игоревич
Алекса́ндр И́горевич Грищу́к (род. 31 октября 1983, Москва) — российский шахматист, гроссмейстер (1999). Чемпион России (2009), трёхкратный чемпион мира по блицу (2006, 2012, 2015). Завоевал 2 командные золотые медали, 3 серебряных, одну бронзовую и одну индивидуальную бронзовую на шахматных олимпиадах. Четырёхкратный победитель командного чемпионата мира в составе сборной России (2005, 2010, 2013 и 2019). В матчах претендентов 2007 и 2011 годов вышел в финал, в 2013, 2018 и 2020 годах участвовал в турнирах претендентов.

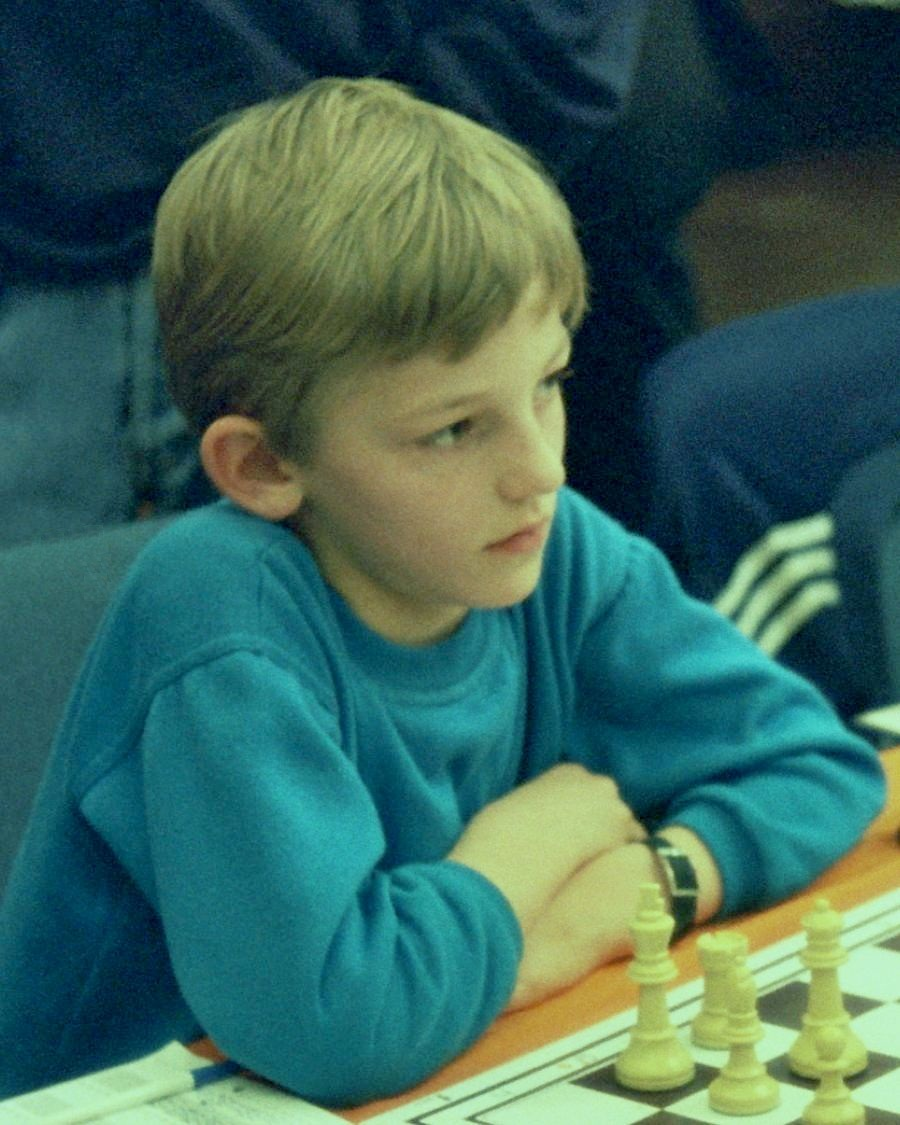
В 1992 году

## Биография

### Детство, первые достижения
В семье многие профессионально занимались физикой. Дед Грищука Александр Андреев был академиком РАН, доктором физико-математических наук, профессором. Шахматистом в семье был только отец, он имел 2-й разряд и научил играть Грищука, когда тому было 4 года.
Тренеры Михаил Годвинский и Максим Блох заложили основы видения игры, затем Грищук регулярно занимался с Анатолием Быховским, их сотрудничество продлилось до 19 лет.
В юные годы Грищук увлекался баскетболом и большим теннисом. Активный болельщик ЦСКА.
В 9 лет Грищук выиграл первенство России до 10, 12, 14 и 16 лет. На чемпионате мира до 10 лет занял 2-е место после Люка Макшейна. В 11 лет набрал рейтинг 2350.
В 1998 году 14-летний Грищук стал мастером ФИДЕ и впервые участвовал в чемпионате России, набрав 5 из 10, чем обратил на себя внимание. В том же году стал международным мастером. В 1999 году, в 16 лет разделил с Сергеем Волковым 1-е место на мемориале Чигорина. В турнире принимало участие 39 гроссмейстеров. В конце года Грищук дошёл до четвертьфинала чемпионата России, и набрал 6 из 9 очков за сборную России на командном чемпионате Европы.
Грищук выполнил 1-ю норму гроссмейстера в январе 2000 года на Hotel Ubeda Open, набрав 7 очков из 10 (4-е место). После поделил 2-8 места на Рейкьявик Опен, набрав 6½ из 9. На New York Open занял 10-е место с тем же результатом. Звание гроссмейстера было присвоено в начале 2000 года.
В середине года выиграл турнир молодых мастеров, победив в финале Руслана Пономарёва. В конце года выступил на шахматной олимпиаде и на чемпионате мира по версии ФИДЕ. За сборную России взял золото, выступая на 2-й резервной доске (+5 −0 =5). На чемпионате мира дошёл до полуфинала, уступив Алексею Широву. Это был первый турнир, в котором Грищук продемонстрировал своё впечатляющее мастерство в быстрых контролях, выиграв 4 из 5-ти матчей на тай-брейках. В том же году Грищук вошел в топ-100 шахматистов мира, надолго закрепившись в мировой элите, с 2001 года начал получать приглашения в супертурниры.

### Профессиональная карьера
В 2001 году Грищук получил приглашение на свой первый супертурнир в Линаресе, в котором победу одержал Гарри Каспаров, набравший +5, остальные пять игроков завершили турнир с результатом −1. В том же году на Кубке мира ФИДЕ по рапиду Грищук, чей рейтинг вырос до 2663, пробился в полуфинал, где встретился с Гарри Каспаровым, ставшим в итоге победителем турнира.
В 2002 году поделил первое место в турнире, который впоследствии станет одним из самых массовых шахматных турниров мира, — «Аэрофлот Опен». В том же году занял второе место на супертурнире в Вейк-ан-Зее с результатом 8½ из 13, уступив лишь Евгению Барееву. После серии удачных выступлений, Грищук преодолевает супергроссмейстерский порог в 2700 пунктов рейтинга. В конце года на шахматной олимпиаде в Словении во второй раз стал олимпийским чемпионом в составе сборной России. На своей второй доске Грищук набрал 7 очков из 11 (+4 −1 =6).
Успешные выступления привели Грищука в десятку лучших шахматистов мира. В первый раз он попал туда в январе 2003-го года. В 2003 году Грищук успешно выступал в Бундеслиге и Командном чемпионате Франции, чем увеличил свой рейтинг до отметки в 2732 пункта, став шестым в мире.
В 2004 году Грищуку не хватило 6 очков из 10 возможных для победы в Суперфинале чемпионата России, в котором победу одержит Гарри Каспаров. Со сборной России Грищук впервые не получил золото на шахматной олимпиаде 2004, пропустив вперёд сборную Украины. На третьей доске Грищук выступил ниже возможностей, набрав 6½ очков из 11 (+4 −2 =5).

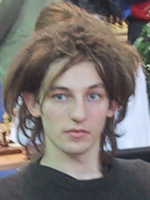
В 2005 году

В 2005 году Грищук в составе сборной России завоевал золото Командного чемпионата мира. Впоследствии он повторил этот успех в 2010, 2013 и 2019 годах. В том же году на кубке мира по шахматам Грищук занял четвертое место, проиграв в полуфинале Руслану Пономарёву (1:3), а затем в матче за третье место Этьену Бакро (1½-2½). Кубок мира 2005 года был частью цикла чемпионата мира по шахматам 2007 года: 10 лучших участников прошли отбор на турнир претендентов 2007 года, в которых им предстояло играть матчи претендентов.
В 2006 году Грищук стал первым официальным чемпионом мира по блицу, закончив турнир с результатом 10½/15. Петр Свидлер набрал столько же очков, но Грищук победил черными в армагеддоне. В турнире принимали участие семеро из 20 сильнейших гроссмейстеров мира.
В 2007 году Грищук победил в матчах претендентов в Элисте Владимира Малахова (3½:1½) и Сергея Рублевского (5½:3½), тем самым приняв участие в Чемпионате мира в Мехико. Грищук занял последнее восьмое место с результатом 5½ из 14, набрав лишь 1 очко из 7 черным цветом. В том же году в Суперфинале чемпионата России Александр занял второе место во второй раз в своей карьере (7 очков из 11: +4 −1 =6). Чемпионом стал Александр Морозевич, который опередил Грищука на 1 очко.

2009 год выдался у Грищука успешным: он одержал победу в чемпионате России и выиграл престижный круговой турнир в Линаресе. Грищук занял первое место в Суперфинале чемпионата России с результатом (+4 −0 =5), опередив Петра Свидлера, Никиту Витюгова и Евгения Томашевского. Это звание чемпиона остается для него единственным, а всего с 2004 по 2016 годы он участвовал в национальном первенстве семь раз, завоевав еще три серебряных и две бронзовых медали. В Линаресе конкуренцию Грищуку смог составить Василий Иванчук, набрав те же +2, как и Грищук, но по дополнительным показателям оказавшись вторым (Грищук занял первое место ввиду большего количества побед). В интервью от 2008 года Грищук отметил, что единственным для него препятствием на пути к очередному званию чемпиона мира по блицу является Василий Иванчук:
Мне хочется вновь стать чемпионом мира по блицу. Но есть одно препятствие. Причем очень существенное. Зовут это препятствие Василий Иванчук. Его достижения - победы на двух Мемориалах Таля по блицу подряд (один из них имел статус чемпионата мира) представляются мне чем-то невероятным.
В 2010 году Грищук во второй раз стал чемпионом мира в составе команды сборной России. На первой доске набрал 4½ из 7. Не удалось повторить прошлогодний успех на супертурнире в Линаресе, Грищук набрал 6 очков из 10 и оказался вторым, пропустив вперёд Веселина Топалова. В том же году на проходящем в конце года Суперфинале чемпионата России занял третье место, набрав 6½ из 9 очков без поражений.
В 2011 году Грищук во второй раз участвовал в матчах претендентов, заменив отказавшегося от участия в турнире Магнуса Карлсена. Турнир проходил по нокаут-системе в 8 участников. В четвертьфинале Грищук одолел Левона Ароняна на тай-брейке (4½:3½). В полуфинале прошел экс-чемпиона мира Владимира Крамника, одержав победу в блиц-стадии (5½:4½). в финале вышел на Бориса Гельфанда, который в своей сетке прошел Шахрияра Мамедьярова и Гату Камского. Вплоть до шестой партии классической стадии матча борьба была равной (2½:2½), но в решающей момент победу одержал израильский шахматист. В августе Грищук в пятый раз принимал участие в Суперфинале чемпионата России, который стал самым «камерным» за всю историю проведения соревнований: всего 8 участников. Грищук завершил турнир на третьей позиции с результатом 4 из 7. Уже через две недели после завершившегося чемпионата России Грищук принял участие в Кубке мира. В первому туре прошел международного мастера Владимира Генбу (1½:½), во втором туре одержал победу на тай-брейке против Себастьяна Феллера (3:1), в третьем туре прошел Александра Морозевича (1½:½), в 1/8 финала одержал победу на тай-брейке против Владимира Поткина (2½:1½), в четвертьфинале также в тай-брейке одолел Давида Навару (2½:1½), в полуфинале на тай-брейке обыграл Василия Иванчука (3½:2½) и в финале встретился с Петром Свидлером. Свидлер сразу повел в матче и не дал возможности отыграться Грищуку, заключительный счет 2½:1½ в пользу представителя Санкт-Петербурга. В матче за третье место Иванчук одолел соотечественника Руслана Пономарева. Таким образом, Свидлер, Грищук и Иванчук завоевали право играть в турнире претендентов.
В 2012 году на шахматной олимпиаде, проходящей в Стамбуле (Турция), Грищук завоевал серебряную медаль в составе сборной России, лишь по дополнительным показателям уступив триумфатору — сборной Армении. На своей доске Грищук набрал 7 очков из 11 возможных (+5 −2 =4), сыграв во всех матчах сборной на второй доске. В 2012 в Астане Грищук во второй раз стал чемпионом мира по блицу. Турнир проходил по круговой системе в 2 тура при 16 участниках, Грищук набрал 20 очков в 30 партиях, опередив чемпиона мира по блицу 2009 года Магнуса Карлсена на пол-очка. После обсчета турнира Грищук набрал рейтинг 2923 пункта, став первым в мире, и до сих пор удерживая четвертую строчку по наивысшему рейтингу в блиц в карьере среди всех шахматистов.

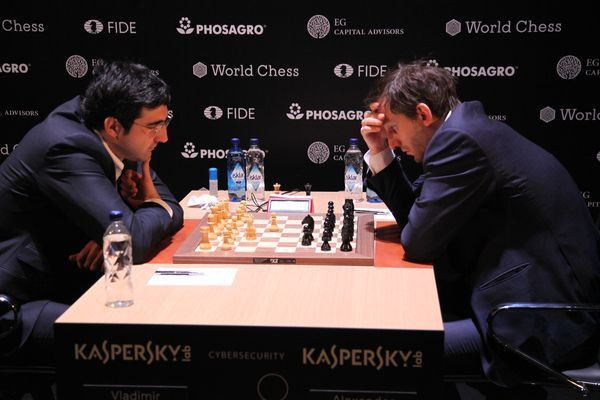
Владимир Крамник и Александр Грищук на турнире претендентов 2018 года

В турнире претендентов 2013 Грищук вновь не смог выйти на матч за звание чемпиона мира. Александр набрал 6½ из 14 очков, на 2 очка отстав от победителя турнира Магнуса Карлсена. В том же году Грищук удачно выступил на второй доске за команду «Малахит» (Свердловская область) в премьер-лиге. «Малахит» в итоговом зачете занял второе место по дополнительным показателям после команды из Санкт-Петербурга, а сам Александр набрал 5 очков из 6 без поражений на своей доске и показал перформанс — 2980 пунктов рейтинга эло. В конце года на командном чемпионате мира Александр стал трехкратным чемпионом мира в составе сборной России. На третьей доске Грищук набрал +1 без поражений.
В 2014 году «Малахит» одержал победу в командном чемпионате России, а Грищук набрал — 2982 пункта рейтинга эло, взяв 6 очков в 7 партиях без поражений. В супертурнире «Norway Chess» (XXI категория) Грищук занял третье место с результатом 5 очков из 9. В декабре Грищук впервые превысил рейтинговую отметку в 2800, — набрав 2810 пунктов Эло (2813.6 промежуточный рейтинг), и достигнув третьей строчки мирового рейтинга после Магнуса Карлсена и Фабиано Каруаны. Такое достижение стало возможно после успешного выступления на мемориале Тиграна Петросяна, в котором Грищук набрал 5½ очков из 7 возможных.
2015 год сложился для Грищука неудачно: заметная потеря в рейтинге — 2810 пунктов рейтинга в январе 2015 года и 2747 пунктов в декабре, четвертое место в командном чемпионате мира и пятое в стране, средние выступления сначала в «Norway Chess», а затем и в «Кубке Синкфелда», а также вылет в третьем раунде Кубка мира. В конце года Грищук в третий раз стал чемпионом мира по блицу. Грищук набрал 15½ очков в 21 партии, опередив ближайших конкурентов на пол-очка.
В 2016 году на 42-й шахматной олимпиаде Грищук завоевывает бронзовую медаль в составе сборной России, выступая на последней запасной доске. Грищук набрал 6½ из 10 очков (+5 −1 =3). В суперфинале чемпионата России Грищук в третий раз в своей карьере стал серебряным призером, поделив второе место с Евгением Томашевским (+2 без поражений), и уступив Александру Рязанцеву.
В 2017 году в составе команды «Сибирь-Сириус» Грищук одержал победу в командном чемпионате России. Грищук, выступая на пятой доске, набрал 5 очков из 6 без поражений. Многократно удачно выступив в сериях Гран-При ФИДЕ, Грищук и Шахрияр Мамедъяров заняв первые два места в серии, получили приглашения в турнир претендентов 2018 года.
В турнире претендентов 2018 года Грищук набрал 6½ очков в 14 партиях (+2 −3 =9), поделив пятое место с экс-чемпионом мира Владимиром Крамником. После двенадцатого тура Александр шел на лидирующих позициях (+1), но проиграл заключительные партии.
В 2019 году Грищук стал в четвертый раз победителем командного чемпионата мира в составе сборной России. На третьей доске Александр набрал 5½ очков из 8 без поражений. На протяжении года Грищук выступает в турнирах Гран-При ФИДЕ, побеждая на этапе в Гамбурге, и становясь вторым на этапе в Москве. Александр стал первым в итоговом зачете ФИДЕ и получил возможность сыграть в турнире претендентов в третий раз в карьере.
В 2020 году Александр принял участие в турнире претендентов, который из-за пандемии коронавируса продлился до апреля 2021 года. Грищук закончил турнир в середине таблице с результатом 7 очков из 14 возможных, поделив пятое место с Дин Лижэнем.
В 2024 году, после неудачной игры в Суперфинале чемпионата России (+1 −2 =8), Александр впервые с 2002 года опускается ниже супергроссмейстерской рейтинговой отметки в 2700.
В конце 2024-го года стал серебряным призёром чемпионата мира по рапиду в Нью-Йорке, набрав 9,5 очков из 13.

## Покер
Александр известен еще и как один из сильнейших игроков в покер среди сильнейших шахматистов мира. С 2002 года зарегистрировался на одном из покерных сайтов, начал изучать игру по книгам и интернету. В 2005 году на покерном сайте PokerStars выиграл путевку в главный турнир мировой серии по покеру. В одном из интервью Грищук сравнил покер и шахматы:арав 
Между этими играми много общего. Например, и там, и там очень важно уметь терпеть. Само собой, необходима способность логически мыслить, анализировать, разбираться в ситуации.
В интервью 2017 года Александр отметил, что покер перестал быть второй профессией, оставшись в прошлом как хобби.

## Личная жизнь
Был женат на украинской шахматистке, гроссмейстере Наталье Жуковой. В 2007 году у пары родилась дочь. В настоящее время женат на вице-чемпионке мира Екатерине Лагно, у них четверо детей.

## Спортивные достижения

### Олимпиады
| Год  | Город          | Турнир                   | + | − | = | Результат | Место  |
| ---- | -------------- | ------------------------ | - | - | - | --------- | ------ |
| 2000 | Стамбул        | 34-я Шахматная олимпиада | 5 | 0 | 5 | 7½ из 10  | Gold   |
| 2002 | Блед           | 35-я Шахматная олимпиада | 4 | 1 | 6 | 7 из 11   | Gold   |
| 2004 | Кальвия        | 36-я Шахматная олимпиада | 4 | 2 | 5 | 6½ из 10  | Silver |
| 2006 | Турин          | 37-я Шахматная олимпиада | 4 | 1 | 6 | 7 из 11   | 6      |
| 2008 | Дрезден        | 38-я Шахматная олимпиада | 2 | 1 | 5 | 4½ из 8   | 5      |
| 2010 | Ханты-Мансийск | 39-я Шахматная олимпиада | 4 | 1 | 4 | 6 из 9    | Silver |
| 2012 | Стамбул        | 40-я Шахматная олимпиада | 5 | 2 | 4 | 7 из 11   | Silver |
| 2014 | Тромсё         | 41-я Шахматная олимпиада | 4 | 1 | 4 | 6 из 9    | 4      |
| 2016 | Баку           | 42-я Шахматная олимпиада | 5 | 1 | 3 | 6½ из 9   | Bronze |

### Претендентские турниры
| Год  | Город  | Турнир         | + | − | = | Результат | Место |
| ---- | ------ | -------------- | - | - | - | --------- | ----- |
| 2007 | Мехико | Чемпионат мира | 2 | 5 | 7 | 5½ из 14  | 8     |

| Год  | Город        | Турнир              | + | − | =  | Результат | Место  |
| ---- | ------------ | ------------------- | - | - | -- | --------- | ------ |
| 2007 | Элиста       | Матчи претендентов  | 5 | 1 | 8  | 9 из 14   | [ 75 ] |
| 2011 | Казань       | Матч претендентов   | 3 | 2 | 19 | 12½ из 24 | Silver |
| 2013 | Лондон       | Турнир претендентов | 1 | 2 | 11 | 6½ из 14  | 6      |
| 2018 | Берлин       | Турнир претендентов | 2 | 3 | 9  | 6½ из 14  | 6      |
| 2020 | Екатеринбург | Турнир претендентов | 2 | 2 | 10 | 7 из 14   | 6      |

#### Кубки мира
| Год  | Город          | Турнир     | Место            |
| ---- | -------------- | ---------- | ---------------- |
| 2005 | Ханты-Мансийск | Кубок мира | 4                |
| 2007 | Ханты-Мансийск | Кубок мира | вылет в 1/16     |
| 2009 | Ханты-Мансийск | Кубок мира | вылет в 1/8      |
| 2011 | Ханты-Мансийск | Кубок мира | Silver           |
| 2013 | Тромсё         | Кубок мира | вылет в 3-м туре |
| 2015 | Баку           | Кубок мира | вылет в 3-м туре |
| 2017 | Тбилиси        | Кубок мира | вылет в 1/8      |
| 2019 | Ханты-Мансийск | Кубок мира | вылет в 1/4      |
| 2021 | Сочи           | Кубок мира | вылет в 1/8      |
| 2023 | Баку           | Кубок мира | вылет в 1/64     |

#### Чемпионаты России
| Год  | Город           | Турнир                | + | − | = | Результат | Место       |
| ---- | --------------- | --------------------- | - | - | - | --------- | ----------- |
| 1998 | Санкт-Петербург | 51-й чемпионат России | 4 | 5 | 2 | 5 из 11   | 44          |
| 1999 | Москва          | 52-й чемпионат России | 4 | 1 | 5 | 6½ из 10  | вылет в 1/4 |
| 2003 | Красноярск      | 56-й чемпионат России | 4 | 1 | 4 | 6 из 9    | 7           |
| 2004 | Москва          | 57-й чемпионат России | 3 | 1 | 6 | 6 из 10   | Silver      |
| 2007 | Москва          | 60-й чемпионат России | 4 | 1 | 6 | 7 из 11   | Silver      |
| 2009 | Москва          | 62-й чемпионат России | 4 | 0 | 5 | 6½ из 9   | Gold        |
| 2010 | Москва          | 63-й чемпионат России | 2 | 0 | 9 | 6½ из 11  | Bronze      |
| 2011 | Москва          | 64-й чемпионат России | 2 | 1 | 4 | 4 из 7    | Bronze      |
| 2012 | Москва          | 65-й чемпионат России | 1 | 1 | 7 | 4½ из 9   | 7           |
| 2016 | Новосибирск     | 69-й чемпионат России | 2 | 0 | 9 | 6½ из 9   | Silver      |
| 2024 | Барнаул         | 77-й чемпионат России | 1 | 2 | 8 | 5 из 11   | 9           |

### Блиц
| Год  | Город           | Турнир                           | +  | −  | =  | Результат | Место  |
| ---- | --------------- | -------------------------------- | -- | -- | -- | --------- | ------ |
| 2006 | Ришон-ле-Цион   | Чемпионат мира по блицу          | 9  | 3  | 3  | 10½ из 15 | Gold   |
| 2007 | Москва          | Чемпионат мира по блицу          | 14 | 5  | 19 | 23½ из 38 | Bronze |
| 2008 | Алма-Ата        | Чемпионат мира по блицу          | 8  | 3  | 4  | 10 из 15  | 4      |
| 2009 | Москва          | Чемпионат мира по блицу          | 16 | 11 | 15 | 23½ из 42 | 5      |
| 2010 | Москва          | Чемпионат мира по блицу          | 12 | 12 | 14 | 19 из 38  | 11     |
| 2012 | Астана          | Чемпионат мира по рапиду и блицу | 15 | 5  | 10 | 20 из 30  | Gold   |
| 2013 | Ханты-Мансийск  | Чемпионат мира по рапиду и блицу | 16 | 6  | 8  | 20 из 30  | Silver |
| 2014 | Дубай           | Чемпионат мира по рапиду и блицу | 8  | 4  | 9  | 12½ из 21 | 17     |
| 2015 | Берлин          | Чемпионат мира по рапиду и блицу | 13 | 3  | 5  | 15½ из 21 | Gold   |
| 2016 | Доха            | Чемпионат мира по рапиду и блицу | 11 | 3  | 7  | 14½ из 21 | 5      |
| 2017 | Эр-Рияд         | Чемпионат мира по рапиду и блицу | 9  | 4  | 8  | 13 из 21  | 13     |
| 2018 | Санкт-Петербург | Чемпионат мира по рапиду и блицу | 8  | 3  | 10 | 13 из 21  | 22     |
| 2019 | Москва          | Чемпионат мира по рапиду и блицу | 10 | 3  | 8  | 14 из 21  | 4      |
| 2021 | Варшава         | Чемпионат мира по рапиду и блицу | 8  | 2  | 11 | 13½ из 21 | 14     |
| 2022 | Алма-Ата        | Чемпионат мира по рапиду и блицу | 10 | 6  | 5  | 12½ из 21 | 30     |
| 2023 | Самарканд       | Чемпионат мира по рапиду и блицу | 9  | 3  | 9  | 13½ из 21 | 15     |

### Рапид
| Год  | Город           | Турнир                           | + | − | = | Результат   | Место  |
| ---- | --------------- | -------------------------------- | - | - | - | ----------- | ------ |
| 2001 | Канны           | Кубок мира по рапиду             | 6 | 6 | 6 | вылет в 1/2 | 3-4    |
| 2003 | Кап-д’Агд       | Чемпионат мира по рапиду         | 2 | 2 | 6 | вылет в 1/2 | 3-4    |
| 2012 | Астана          | Чемпионат мира по рапиду и блицу | 7 | 4 | 4 | 9 из 15     | 5      |
| 2013 | Ханты-Мансийск  | Чемпионат мира по рапиду и блицу | 7 | 1 | 7 | 10½ из 15   | Bronze |
| 2014 | Дубай           | Чемпионат мира по рапиду и блицу | 7 | 2 | 6 | 10 из 15    | 8      |
| 2015 | Берлин          | Чемпионат мира по рапиду и блицу | 6 | 3 | 6 | 9 из 15     | 32     |
| 2016 | Доха            | Чемпионат мира по рапиду и блицу | 9 | 2 | 4 | 11 из 15    | Silver |
| 2017 | Эр-Рияд         | Чемпионат мира по рапиду и блицу | 7 | 2 | 6 | 10 из 15    | 6      |
| 2018 | Санкт-Петербург | Чемпионат мира по рапиду и блицу | 7 | 2 | 6 | 10 из 15    | 15     |
| 2019 | Москва          | Чемпионат мира по рапиду и блицу | 5 | 1 | 9 | 9½ из 15    | 21     |
| 2021 | Варшава         | Чемпионат мира по рапиду и блицу | 6 | 2 | 5 | 8½ из 13    | 13     |
| 2022 | Алма-Ата        | Чемпионат мира по рапиду и блицу | 5 | 1 | 7 | 8½ из 13    | 18     |
| 2023 | Самарканд       | Чемпионат мира по рапиду и блицу | 5 | 0 | 8 | 9 из 13     | 10     |
| 2024 | Нью-Йорк        | Чемпионат мира по рапиду и блицу |   |   |   |             | Silver |

### Другие турниры
| Год  | Город           | Турнир                      | + | − | =  | Результат | Место | Ист. |
| ---- | --------------- | --------------------------- | - | - | -- | --------- | ----- | ---- |
| 1999 | Санкт-Петербург | Мемориал Чигорина           |   |   |    | 7 из 9    | 1     |      |
| 1999 | Батуми          | Командный чемпионат Европы  | 3 | 0 | 6  | 6 из 10   |       |      |
| 2000 | Торсхавн        | Торсхавн Опен               |   |   |    | из        | 1—2   |      |
| 2001 | Линарес         | Линарес                     | 2 | 3 | 5  | 4½ из 10  | 2—6   |      |
| 2002 | Вейк-ан-Зее     | Вейк-ан-Зее                 | 6 | 2 | 5  | 8½ из 13  | 2     |      |
| 2002 | Москва          | Аэрофлот Опен               |   |   |    | 6½ из 9   | 2     |      |
| 2003 | Вейк-ан-Зее     | Вейк-ан-Зее                 | 3 | 2 | 8  | 7 из 13   | 4     |      |
| 2004 | Пойковский      | Пойковский                  | 4 | 1 | 4  | 6 из 9    | 1—2   |      |
| 2005 | Вейк-ан-Зее     | Вейк-ан-Зее                 | 2 | 1 | 10 | 7 из 13   | 4-7   |      |
| 2005 | Пойковский      | Пойковский                  | 3 | 1 | 5  | 5½ из 9   | 3-4   |      |
| 2005 | Майнц           | Матч с Вишванатаном Анандом | 2 | 4 | 2  | 3:5       |       |      |
| 2008 | Элиста          | Гран-при 2008-2009          | 4 | 1 | 8  | 8 из 13   | 1—3   |      |
| 2009 | Линарес         | 26-й международный турнир   | 3 | 1 | 10 | 8 из 14   | 1     |      |
| 2009 | Нальчик         | Гран-при 2008—2009          | 4 | 3 | 6  | 7 из 13   | 4—5   |      |
| 2010 | Линарес         | 27-й международный турнир   | 3 | 1 | 6  | 6 из 10   | 2     |      |
| 2011 | Вейк-ан-Зее     | 73-й международный турнир   | 1 | 5 | 7  | 4½ из 13  | 11—13 |      |
| 2014 | Москва          | Мемориал Тиграна Петросяна  | 4 | 0 | 3  | 5½ из 7   | 1     |      |
| 2015 | Сент-Луис       | Сент-Луис 2015              | 3 | 3 | 3  | 4½ из 9   | 6—7   |      |
| 2017 | Шарджа          | Гран-при ФИДЕ 2017          | 2 | 0 | 7  | 5½ из 9   | 1     |      |
| 2017 | Москва          | Гран-при ФИДЕ 2017          | 2 | 0 | 6  | 5 из 8    | 3—9   |      |
| 2017 | Женева          | Гран-при ФИДЕ 2017          | 2 | 0 | 7  | 5½ из 9   | 2—3   |      |
| 2019 | Москва          | Гран-при ФИДЕ 2019          |   |   |    |           | 2     |      |